# Taraxacum texelense
Taraxacum texelense is een plantensoort van het geslacht Taraxacum uit de composietenfamilie. Deze vaste plant werd in 1976 voor het eerst beschreven door Van Soest, Hagendijk en Zevenberg. De plant kan worden gevonden op verschillende plekken in Engeland en Nederland. T. texelense groeit bijna uitsluitend in de buurt van zilt water en op licht brakke gronden.

## Taxonomie
T. texelense is een soort uit het geslacht Taraxacum, een geslacht uit de composietenfamilie, waar onder andere ook de paardenbloem toe behoort.
Toen Hagendijk, Van Soest en Zevenbergen t. texelense in 1976 voor het eerst beschreven, plaatsten zij de soort in de sectie Vulgaria Dahlstedt, een groep waarvan er op dat moment bijna tweehonderd bekende soorten in Nederland voorkwamen. De Engelse botanicus A.J. Richards plaatste de soort in 1985 echter in de sectie Celtica (ook wel incorrect als Celticum aangeduid).

## Verspreidingsgebied

### Nederland
T. texelense werd rond 1976 voor het eerst enkel gevonden op de Nederlandse Waddeneilanden Terschelling en Texel, waar t. texelense aan de laatstgenoemde zijn naam te danken heeft. Aanvankelijk werd de soort daarom omschreven als een endemische soort met een klein verspreidingsgebied, in de zin dat het alleen in Nederland en/of op die eilanden voorkomt. Geconcludeerd werd dat de soort alleen op zilte gronden kan gedijen. Volgens auteur A.A. Sterk (1982) was het waarschijnlijk dat het verspreidingsgebied van t. texelense zo klein is, omdat de plant pas 'recent' zou zijn ontstaan. Een andere mogelijkheid is volgens hem dat de plant wel elders binnen en buiten Nederland voorkomt, maar dat hij door zijn zeldzaamheid nog niet gevonden was. Sterk achtte het niet waarschijnlijk dat het kleine verspreidingsgebied een relict is van een vroeger veel groter verspreidingsgebied.
Verschillende bloemen uit het geslacht taraxacum die vóór 1976 in Nederland waren gevonden werden later alsnog juist geclassificeerd als t. texelense. Enkele van deze bloemen zijn gevonden bij het Meppelerdiep, in Elburg en tussen Oudehorne en Oldeberkoop, alle drie gebieden gelegen in het voormalige Zuiderzeegebied.

### Engeland
T. texelense is in de jaren '80 van de twintigste eeuw ook gevonden in Shiplake en Carnforth, respectievelijk gelegen in de regio's Zuidoost-Engeland en Noordwest-Engeland. Daarmee kan dus gezegd worden dat t. texelense, ondanks de eerdere vermoedens, geen endemische soort is. Wel liggen beide gebieden zoals naar verwachting op brakke grond: Shiplake ligt aan de Theems en Carnforth ligt bij Morecambe Bay. In 2021 stelde Richards echter dat de planten die in Groot-Brittannië waren geclassificeerd als t. texelense, in werkelijkheid onder t. akteum geschaard zouden moeten worden. De Engelstalige volksnaam voor t. texelense is Texel dandelion (letterijk: Texelse paardenbloem).

## Kenmerken
T. texelense is zo'n 0,5 tot en met 1,2 dm hoog. De bladen zijn donkergroen en soms bijna ongedeeld, maar meestal met korte en weinig talrijke zijlobben. De steel is smal en purper. De zijlobben zijn driehoekig of sikkelvormig en staan wat teruggericht. Aan de voorkant zijn ze driehoekig getand en vaak gekromd getand. De interlobben zijn kort, vrij breed en aan de rand gekleurd. De eindlob is vaak stomp en al dan niet getand. Het omwindsel heeft een donkere, bruinachtig groene kleur, en heeft een tamelijk brede basis. De buitenste blaadjes zijn min of meer aanliggend, breed en lancetvormig. Ze zijn tot 3,5 mm breed en hebben een purpergekleurde rand. Het hoofdje is zo'n 2–3 cm diameter. De stempels zijn vuilgroen en de hoofdjessteel is kaal of vrijwel kaal. De bloemen beschikken over stuifmeel.
Voor het aantal chromosomen bij t. taraxacum geldt 2n ± 24.

## Galerij

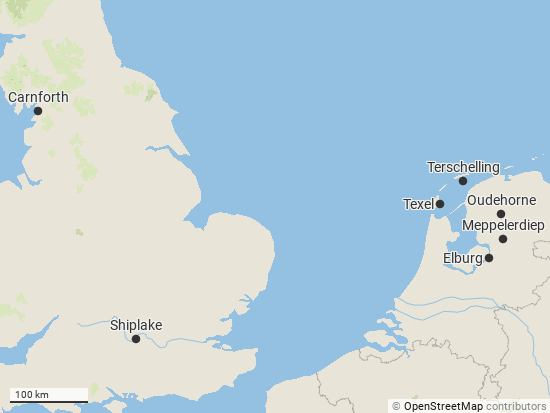
Kaartje met alle vindplaatsen van t. texelense anno 2020
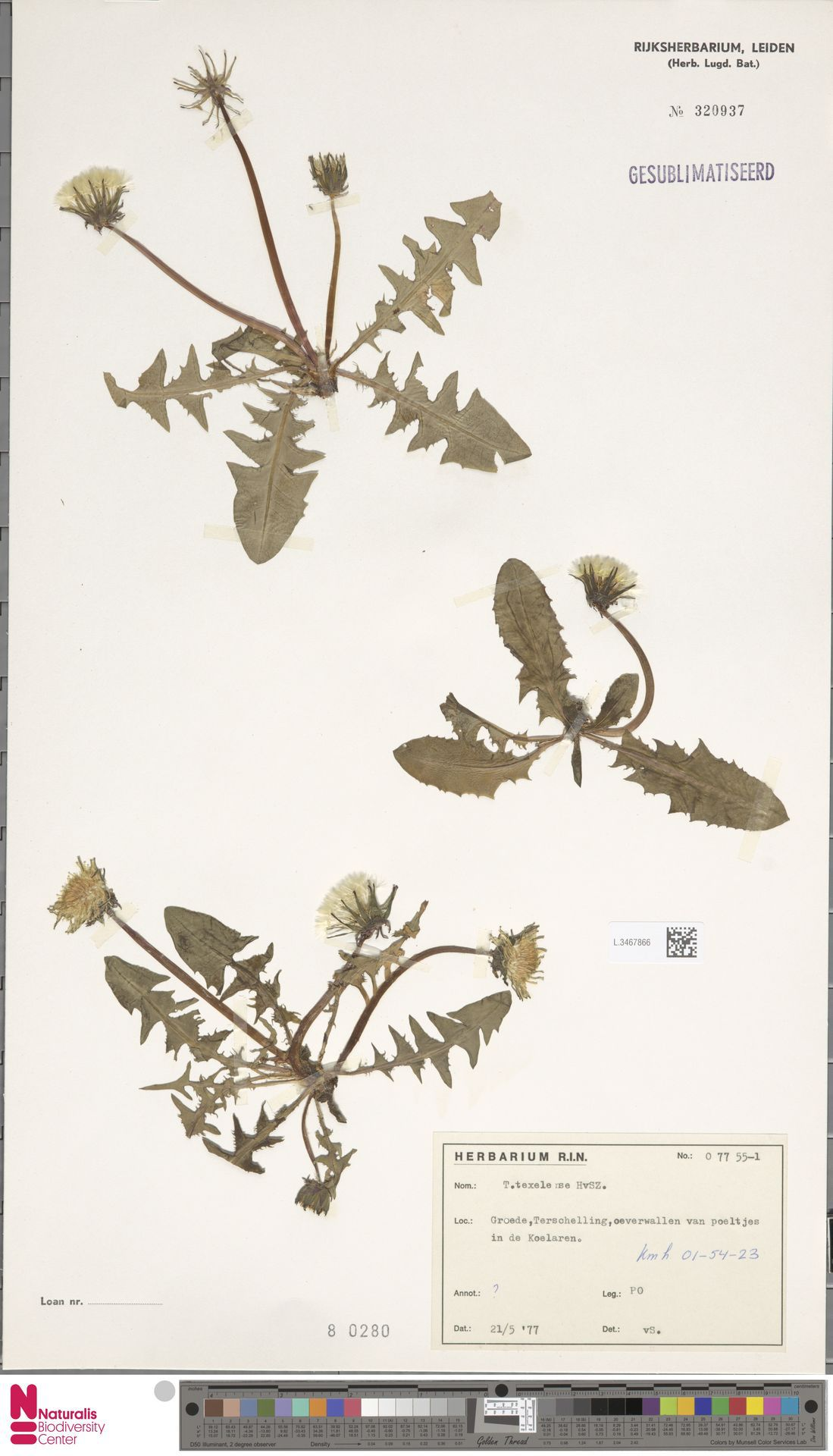
Terschelling (1977)
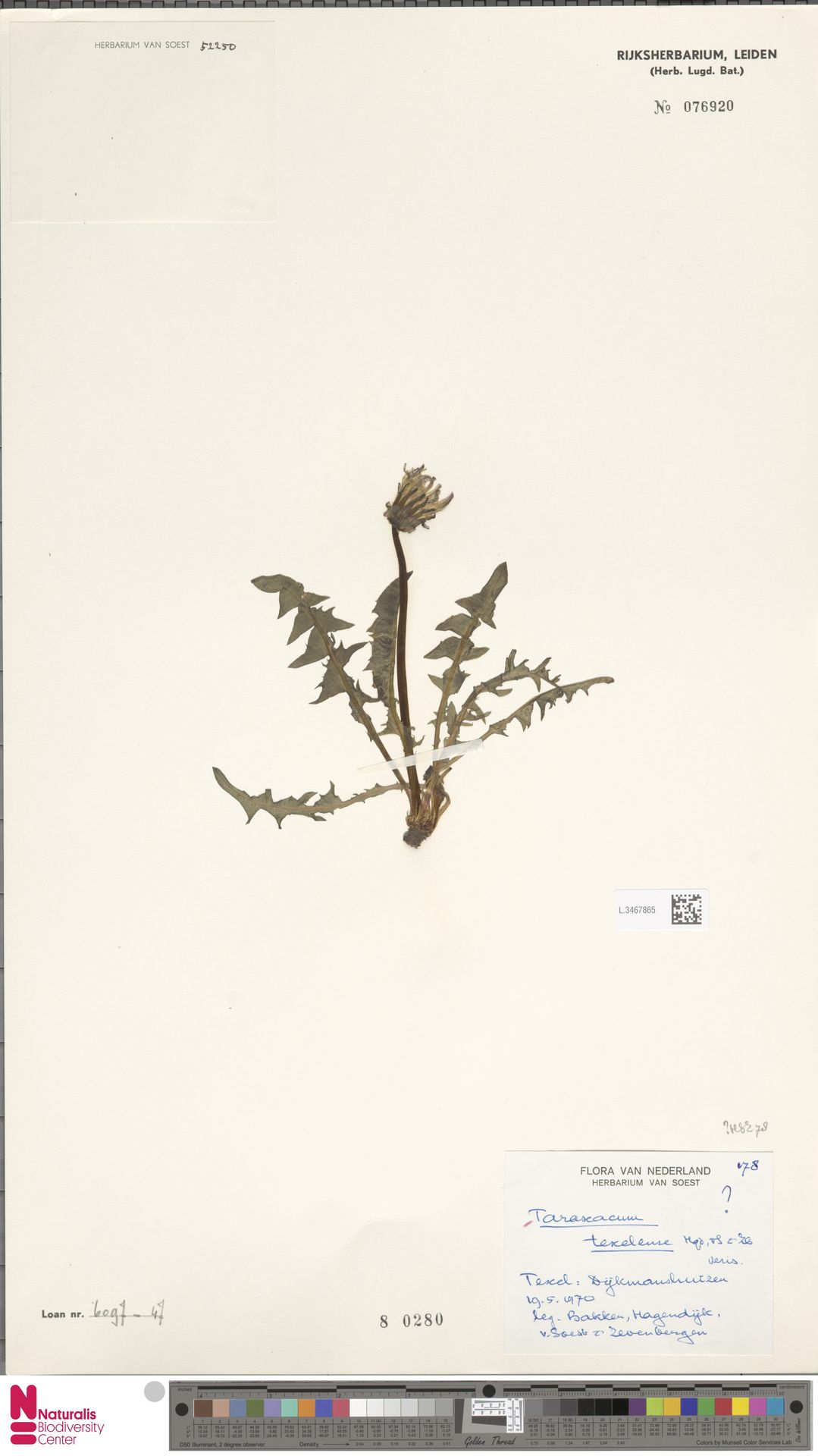
Texel (1970)
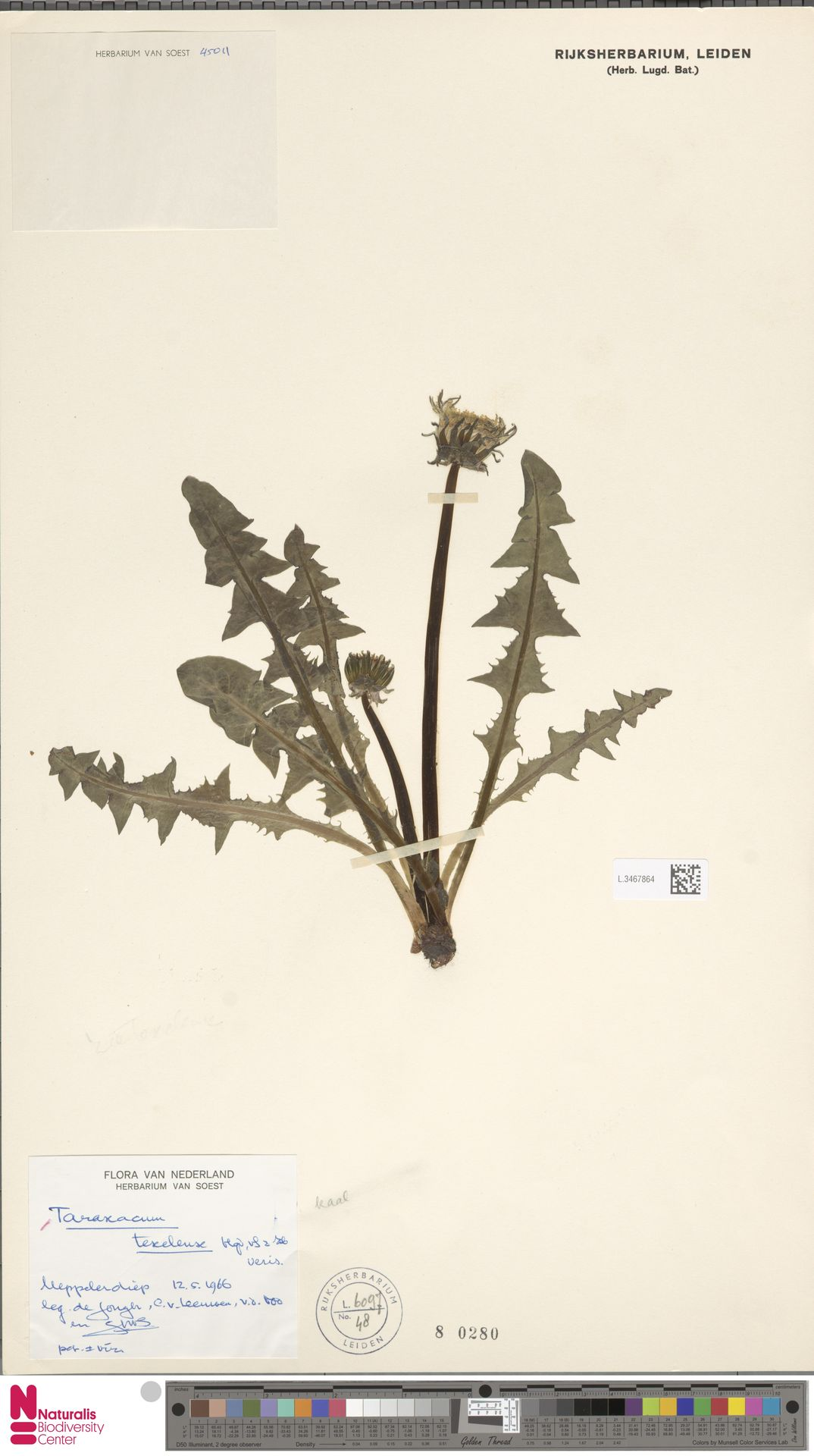
Meppelerdiep (1966)
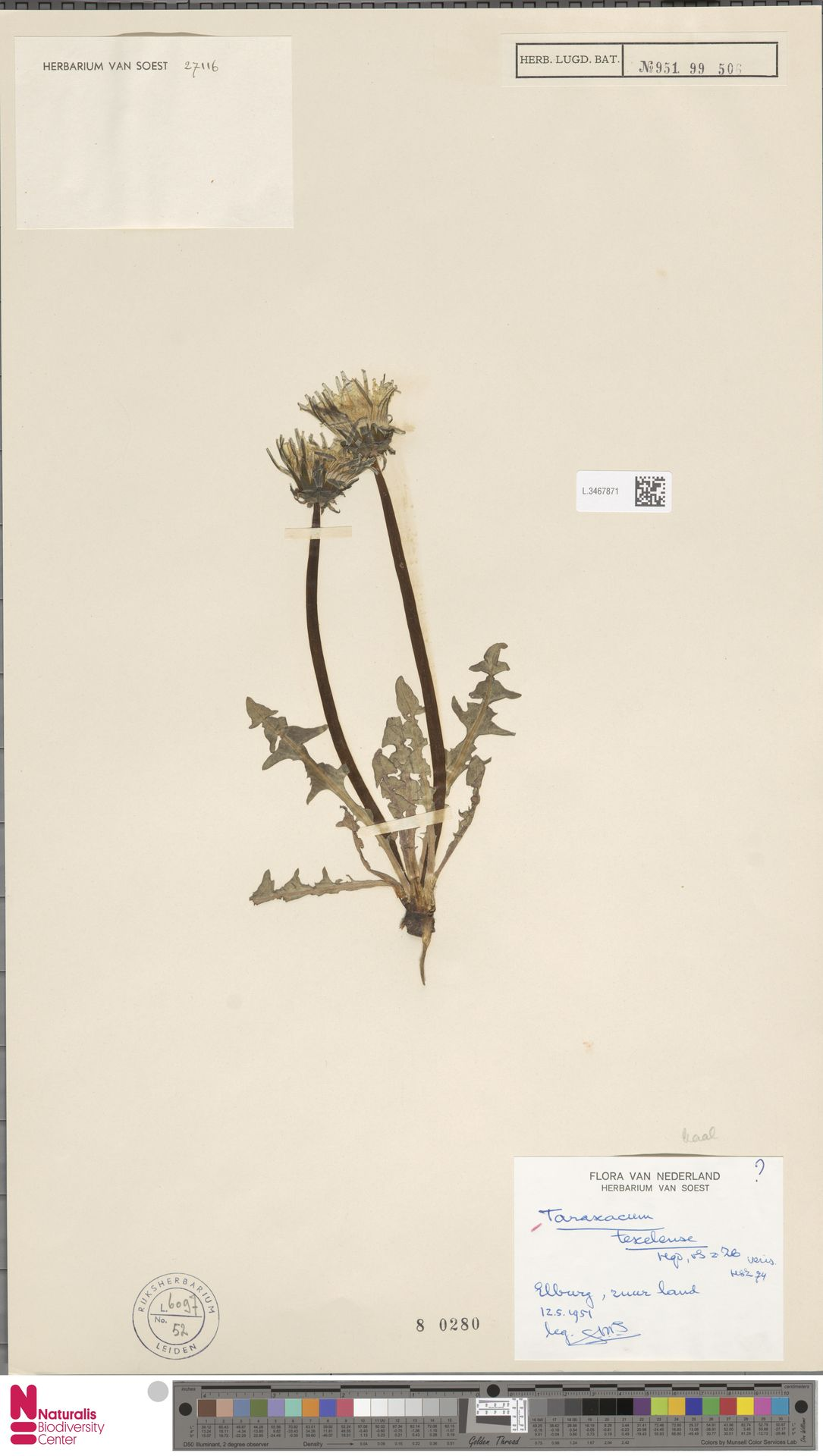
Elburg (1951)
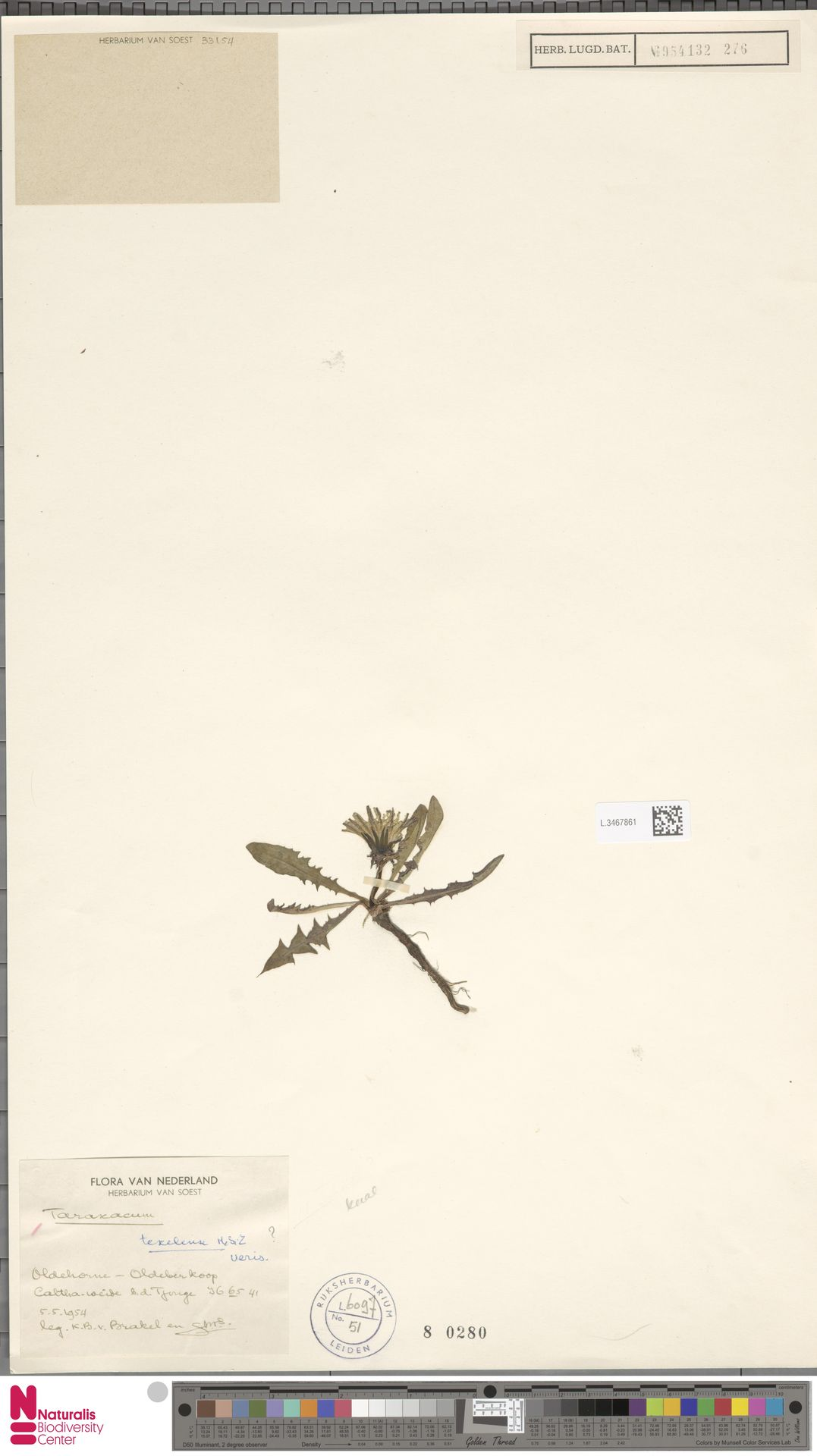
Oudehorne-Oldeberkoop (1954)